# Canaveses
Canaveses ist eine Gemeinde (Freguesia) im portugiesischen Kreis Valpaços. In ihr leben 170 Einwohner (Stand 19. April 2021).